# Anton Wilhelm Amo
Anton Wilhelm Amo (1703-c.1759) fue un filósofo y profesor de origen africano. En su juventud fue llevado desde su país natal Ghana a Europa, convirtiéndose en un filósofo y un profesor respetado en las universidades de Halle y de Jena en Alemania. 

## Vida y educación
Amo era un nzema, (parte del Pueblo Akan). Nació en Awukena, en la región de Axim, en Ghana, pero a la edad de cuatro años viajó a Ámsterdam. Algunas versiones dicen que lo tomaron como esclavo, otras que un predicador que trabajaba en Ghana lo envió a Ámsterdam. 
Una vez allí, fue entregado como regalo a Antonio Ulrico de Brunswick-Luneburgo, que lo llevó al palacio de Wolfenbüttel. Amo fue bautizado (y confirmado más adelante) en la capilla del palacio. Lo trataron como miembro de la familia del duque, y fue educado en la Wolfenbüttel Ritter-Akademie (1717-1721) y en la Universidad de Helmstedt (1721-1727). También se cree que habría conocido a Gottfried Leibniz, que era un visitante frecuente del palacio. 
Accedió a la Universidad de Halle, y a través de ella al colegio de abogados en 1727. Acabó sus estudios preliminares en el plazo de dos años, con una disertación sobre "Los derechos de los negros en Europa". Para sus estudios posteriores, Amo fue a la Universidad de Wittenberg, estudiando Lógica, Metafísica, Fisiología, Astronomía, Historia, Leyes, Teología, Política y Medicina; dominó seis idiomas (inglés, francés, holandés, latín, griego, y alemán). 
Su educación médica jugará un papel importante en su pensamiento filosófico posterior. Ganó su doctorado en Filosofía en Wittenberg en 1734; su tesis (publicada como En la ausencia de la sensación en la mente humana y de su presencia en nuestro cuerpo orgánico y vivo) discutió ampliamente contra el dualismo cartesiano en favor de un materialismo de la persona.

## Carrera filosófica y vida posterior
Volvió a las conferencias de filosofía en Halle y en 1736 accedió al puesto de profesor. De sus conferencias allí extrajo su segundo trabajo importante en 1738, un tratado sobre el arte de Philosophising Soberly (filosofar sobriamente) y en el cual desarrolló una epistemología empirista muy cercana a la de filósofos tales como John Locke y David Hume. En él también examinó y criticó defectos como la falta de honradez, el dogmatismo, y los prejuicios intelectuales. 
En 1740, Amo ocupó una cátedra de filosofía en la Universidad de Jena, pero su vida sufrió pronto diversos cambios preocupantes. El duque de Brunswick-Wolfenbüttel había muerto en 1735, dejándolo sin su patrón y protector de muchos años. Desafortunadamente, eso coincidió con los cambios sociales en Alemania, que comenzaba a ser intelectual y moralmente más estrecha y menos liberal. 
Los que protestaban contra la secularización de la educación (y contra los derechos de africanos en Europa) recuperaron su predominio (tales como Christian Wolff). Amo mismo fue objeto de una desagradable campaña por parte de algunos de sus enemigos, incluyendo un acto público efectuado en un teatro en Halle, y él finalmente decidió volver a su tierra natal. Se embarcó en una nave holandesa de West India Company a Ghana vía Guinea, llegando cerca de 1747. A su llegada, según un informe, lo llevaron a una fortaleza holandesa, la fortaleza de San Sebastián, en la década de 1750. La fecha, el lugar, y la manera exactos de su muerte son desconocidos, aunque murió probablemente cerca de 1759 en la fortaleza de Chama en Ghana.

## Legado
El 10 de octubre de 2020, Google lo celebró con un Google Doodle.
En agosto de 2020, en un contexto de "descolonización" de topónimos percibidos como de origen racista, funcionarios de la capital alemana Berlín propusieron cambiar el nombre de Mohrenstraße por el de "Anton-Wilhelm-Amo-Straße" en su honor
En 2024 se celebrarán en Alemania dos exposiciones museísticas centradas exclusivamente en Anton Wilhelm Amo: "Focus on Amo. Cuadros para un erudito" en el Löwengebäude de la Universidad de Halle/Saale 
y la exposición "Anton Wilhelm Amo - Entre los mundos" en el Museo de Colecciones Municipales en la Armería de Lutherstadt Wittenberg.
El comisario de esta exposición fue el etnólogo Nils Seethaler.